# Mittag (Gryphius)
Mittag ist ein Sonett von Andreas Gryphius. Es wurde erstmals 1650 in Frankfurt am Main in Gryphius’ Sonettsammlung „Das Ander Buch“ publiziert. Es ist dort nach dem „Morgen-Sonett“ das zweite der vier Sonette des Tageszeitenzyklus, der das Buch eröffnet. Zu Gryphius’ Lebzeiten wurde es mit dem „Ander Buch“ 1657 in der ersten autorisierten Gesamtausgabe und 1663 in einer Ausgabe letzter Hand mit Änderungen wiedergedruckt.
Die 1650er Fassung wurde 1963 neu gedruckt in Band 1 einer von Marian Szyrocki und Hugh Powell verantworteten Gesamtausgabe der deutschsprachigen Werke, die 1663er Fassung 2012 von Thomas Borgstedt. Aus diesen Ausgaben stammen die folgenden Texte, die sich nur in Vers 9 wesentlich unterscheiden.

## Text
00000000Mittag. (1650)

0000AVff Freunde! last vns zu der Taffel eylen /

00000000In dem die Sonn ins Himmels mittel hält

00000000Vnd der von Hitz vnd arbeit matten Welt

0000Sucht jhren weg / vnd vnsern Tag zu theilen.

0000Der Blumen Zier wird von den flammen pfeylen

00000000Zu hart versehrt / das außgedörtte Feldt

00000000Wündscht nach dem Taw’ der schnitter nach dem zelt

0000Kein Vogel klagt von seinen Liebes seilen.

00000000Das Licht regiert / der schwartze Schatten fleucht

00000000In eine höl / in welche sich verkreucht

0000Den Schand vnd furcht sich zu verbergen zwinget.

00000000Man kan dem glantz des tages ja entgehn!

00000000Doch nicht dem licht / daß / wo wir jmmer stehn /

0000Vns siht vnd richt / vnd hell’ vnd grufft durch dringet.
00000000Mittag. (1663)

0000AUff Freunde! last uns zu der Taffel eylen /

00000000In dem die Sonn ins Himmels Mittel hält

00000000Vnd der von Hitz und Arbeit matten Welt

0000Sucht ihren Weg / und unsern Tag zu theilen.

0000Der Blumen Zir wird von den flammen Pfeylen

00000000Zu hart versehrt / das außgedörte Feld

00000000Wündscht nach dem Tau’ / der Schnitter nach dem Zelt;

0000Kein Vogel klagt von seinen Libes Seilen.

00000000Itzt herrscht das Licht. Der schwartze Schatten fleucht

00000000In eine Höl / in welche sich verkreucht /

0000Den Schand und Furcht sich zu verbergen zwinget.

00000000Man kan dem Glantz des Tages ja entgehn!

00000000Doch nicht dem Licht / das / wo wir immer stehn /

0000Vns siht und richt / und Hell’ und Grufft durchdringet.

## Interpretation

### Form
Hatte Gryphius seine ersten deutschsprachigen Gedichte, die Lissaer Sonette von 1637, ausschließlich im Versmaß des Alexandriners geschrieben, so bediente er sich in seiner Sonettsmmlung „Das erste Buch“ von 1643 erstmals des jambischer Fünfhebers in der Form des Vers commun:
BIsher hab ich die alte kalte welt /

Bisher hab ich die eitelkeit gelibet.
Vers commun ist auch das Versmaß von „Mittag“. Das Reimschema lautet „abba abba“ für die Quartette und „ccd eed“ für die Terzette. Die Verse mit den „a“- und „d“-Reimen sind elfsilbig, die Reime weiblich, die Verse mit den „b“-, „c“- und „e“-Reimen sind zehnsilbig, daher hier entsprechend den Ausgaben von Szyrocki und Borgstedt eingerückt, die Reime männlich:
◡—◡— ‖ ◡—◡—◡—(◡)
AVff Freunde! last vns zu der Taffel eylen /

In dem die Sonn ins Himmels mittel hält.
Doch wiegt auch im „Ersten Buch“ und „Ander Buch“ der Alexandriner weitaus vor.

### Naturbild
Wie das „Morgen-Sonett“ beginnt „Mittag“ mit einem Naturbild. Im  „Morgen-Sonett“ stimmte die Naturschilderung frisch, hoffnungsvoll, fröhlich:
 <...> die Morgenrötte lacht

Den grawen Himmel an / der sanffte Wind erwacht /

Vnd reitzt das Federvolck / den newen Tag zu grüssen.
Die Natur in „Mittag“ ist durchaus anders gestimmt. Das Licht, im „Morgen-Sonett“ freudig begrüßt, wird bedrohlich. Unter der Sonne, die in des „Himmels mittel hält“, im Zenith steht, ist die Welt von Hitze und Arbeit matt. Unter den „flammen Pfeylen“ welken die Pflanzen. Der ausgedörrte Boden sehnt sich nach Tau. Die Bedrohung zusammenfassend und zugleich weiterführend folgt am Beginn des ersten Terzetts „wie ein Donnerschlag“ der Satz: „Das Licht regiert“ (1650) oder „Itzt herrscht das Licht“ (1663). Seine Herrschaft bedroht nicht nur, wie die Quartette schilderten, durch sengende Hitze, sondern auch, wie das erste Terzett fortfährt, durch das Sichtbarmachen dessen, was verborgen bleiben möchte oder sollte. Vor Licht verkriecht sich, wen „Schand vnd furcht sich zu verbergen zwinget“. Damit wird die allegorische Deutung eingeleitet. 

### Christliche Allegorie
Ein wichtiger Zugang zu Gryphius’ Gedichten ist ihre allegorische Deutung im Sinne seiner lutherisch-christlichen Gläubigkeit. So auch für das „Morgen-Sonett“ und das Sonett „Mittag“. In den Terzetten des „Morgen-Sonetts“ fleht das durch die morgendliche Natur gestimmte Ich zu Gott um Erleuchtung durch sein Licht, ein Leben in seinem Dienst und die ewige Seligkeit:
 

Gib / daß ich diesen Tag / in deinem dinst allein

Zubring; vnd wenn mein End’ vnd jener Tag bricht ein

Daß ich dich meine Sonn / mein Licht mög ewig schawen.
Auch in „Mittag“ „transmutieren die Terzette die Realien in Transzendenz“. Jedoch ist hier die Auslegung keine Bitte, mit der das Ich auf den Anruf aus der Natur antwortet, sondern eine „pointierte, sentenzhafte Aussage mahnenden Charakters, ein ungesagtes, Darstellung und Deutung verbindendes ‚hoc monet‘“:
 

00000000Man kan dem glantz des tages ja entgehn!

00000000Doch nicht dem licht / daß / wo wir jmmer stehn /

0000Vns siht vnd richt / vnd hell’ vnd grufft durch dringet.
Der Mensch kann dem Licht des Himmelskörpers Sonne entgehen, nicht aber dem Licht des Gottes, der „Vns siht vnd richt“, uns als allwissender Gott sieht und als Richter strafen kann.
Die Sinnbilder des brennend-sengenden Lichts für Gottes Zorn und des durchdringenden Lichts für seine Allwissenheit reichen ins Alte Testament zurück und werden in Mittelalter und früher Neuzeit ständig benutzt. Beispiele sind (Bibelzitate aus der Lutherbibel von 1545 gefolgt von der revidierten Fassung von 2017):
- aus den Psalmen: „HERR / Wie lange wiltu so gar zürnen? Vnd deinen Eiuer wie fewr brennen lassen?“ 2017 (Psalm 79,5 LUT): „Wie lange, HERR, willst du immerfort zürnen? Wie lange wird dein Eifer brennen wie Feuer?“

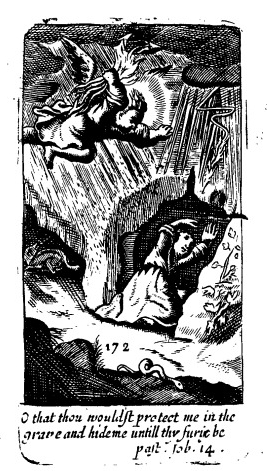
Emblem von Francis Quarles

- aus dem Propheten Jeremia: „Darumb gieng auch mein zorn vnd grim an / vnd entbrandte vber die stedte Juda / vnd vber die gassen zu Jerusalem / das sie zur wüsten vnd öde worden sind / wie es heutes tages stehet.“ 2017 (Jer 44,6 LUT): „Darum ergoss sich auch mein Zorn und Grimm und entbrannte über die Städte Judas und die Gassen Jerusalems, dass sie zur Wüste und Öde geworden sind, so wie es heute ist.“
- aus dem Hebräerbrief: „Darumb dieweil wir empfahen ein vnbeweglich Reich / haben wir gnade / durch welche wir sollen Gotte dienen / jm zugefallen / mit zucht vnd furcht /  Denn vnser Gott ist ein verzerend Fewr.“ 2017 (Heb 12,28–29 LUT): „Darum, weil wir ein Reich empfangen, das nicht erschüttert wird, lasst uns dankbar sein und so Gott dienen mit Scheu und Furcht, wie es ihm gefällt; denn unser Gott ist ein verzehrendes Feuer.“
- 1570, aus dem „Wald der Allegorien aus der Heiligen Schrift“ des Benediktiners Hieronymus Lauretus, 1570: „Deus autem est Sol, cui manifesta sunt crimina“ – „Gott ist die Sonne, der die Verbrechen offen sind“.
- 1610, aus dem zweiten der „Vier Bücher vom wahren Christentum“ des lutherischen Theologen Johann Arndt: „Wenn ich im flachen felde gehe am tageslicht, so umgreift mich solches licht ganz; wäre es nicht leiblich, sondern geistlich, so durchdrünge es auch meinen geist; also sind alle geschöpfe, sichtbare und unsichtbre, vor den augen GOttes; er durchdringet und umgreifet alle dinge, es hindert ihn nichts: Die finsternis mus vor ihm licht seyn, wie der tag.“[13]
- aus dem frühen 17. Jahrhundert ein Emblem von Francis Quarles mit der Unterschrift „O that thou wouldst hide me in the grave, that thou wouldst keep me in secret until thy wrath be past!“. Die Unterschrift gründet sich auf das Buch Ijob: „AH / das du mich in der Helle verdecktest / vnd verbergest bis dein zorn sich lege.“ 2017 (Ijob 14,13 LUT): „Ach dass du mich im Totenreich verwahren und verbergen wolltest, bis dein Zorn sich legt.“

### Andere Bezüge
Allegorische Deutung sollte nicht zum Selbstzweck werden, andere Bezüge nicht verdecken. Der Mittag, nach antiker Zählung von der sechsten bis zur neunten Stunde, war die Stunde der Finsternis bei der Kreuzigung Jesu (Mt 27,45 ): „Von der sechsten bis zur neunten Stunde herrschte eine Finsternis im ganzen Land.“ Für die Griechen war er die Stunde des in der Stille der sonnendurchglühten Landschaft schlafenden Pan. „In dieser oder jener Form zieht sich die Vorstellung vom Mittag als einem intensivierten, überhistorisch verdichteten Moment <...> durch die Kulturgeschichte, sei es als Phase des krisenhaften Übergangs, sei es als Augenblick gespannter Ruhe.“ Das Sonett beschreibe diesen Übergangsmoment, in dem die Sonne „jhren weg / vnd vnsern Tag zu theilen“ sucht. Der Übergang erscheine seltsam verdichtet, die Realität in der flirrenden Stille wie ausgeblendet, die Zeit selbst stillzustehen, indem „die Sonn ins Himmels mittel hält“. Das Gedicht selbst werde zu einer höheren Form des Übergangs, zur Transzendenz, transcendentia schlechthin. Das Gedicht sei „der ausgezeichnete Ort, an dem das Dasein zu sich selbst“ komme.